# 1968年南斯拉夫学生示威
1968年南斯拉夫学生示威是六八运动的一部分，六八运动影响了许多的国家。而每一次示威大部分都是因为存在的社会或经济问题而引起的。

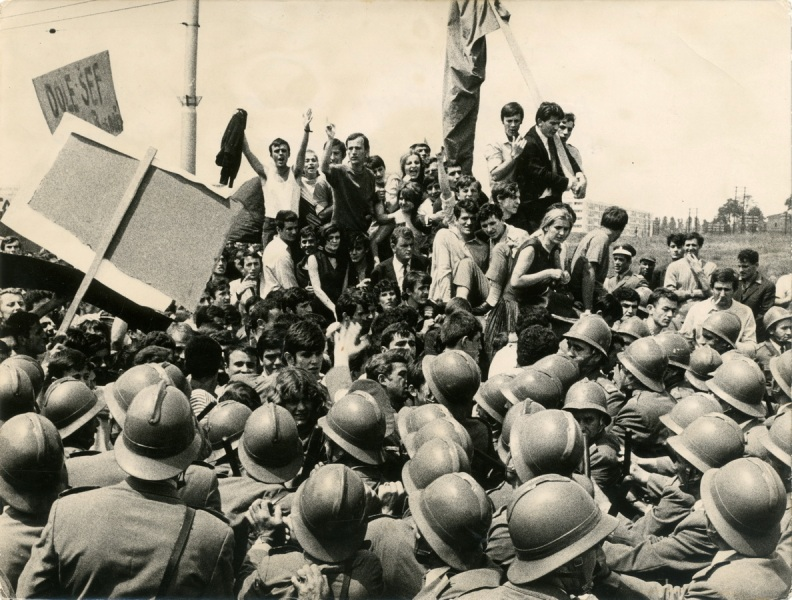
贝尔格莱德的示威运动, 1968

## 原因
第二次世界大战结束之后，南斯拉夫的经济快速发展，在20世纪60年代之前维持着高增长的经济，经济增长每年在10％左右。1960年代初期，南斯拉夫有越来越多的产品想出售给世界市场，结果这些产品质量低下，且因为南斯拉夫经济的效率低下而昂贵失去竞争力。随着工人自治的发展和官僚主义的发展，南斯拉夫正处于可能的经济进一步自由化的转折点。当时市场改革所导致的影响有是物价和失业率的急剧上升，因为许多公司因经营效率低下而倒闭。许多人虽有工作，但已经好几个月没有领到工资了。作为失业率上升的影响和结果，大量的南斯拉夫工人不得不到国外寻找工作。较多人喜欢到诸如德国、法国、比利时、荷兰等地寻工作。然而这些并没有缓解南斯拉夫不断恶化和下滑的经济。
1968年在世界上的广泛的抗议运动，始于1960年代中期，并一直持续到1970年代中期。学生和南斯拉夫政府之间的第一次主要冲突发生在1966年12月，发生在当时的贝尔格莱德。在当时的美国，许多反对越南战争的反战主义者开始示威要求结束越南战争，这引起了南斯拉夫民众的同情。同年秋季，学生会组织了一系列抗议活动，并在贝尔格莱德、萨格勒布和萨拉热窝举行示威。学生们想知道为什么南斯拉夫共产主义者联盟(SKJ)虽谴责越南战争却又与美国政府合作。1966年12月23日，一群学生试图到达美国文化中心和美国大使馆示威。南斯拉夫警察阻止他们使用武力，贝尔格莱德市中心的大学大楼周围的冲突也升级了。

## 结束
在示威运动爆发的第七天，即6月9日，铁托屈服了，他深夜在电视上向学生们讲话。随后，学生们意识到，并非一切都可以如同他们所想象的那样进行，目前的成果和让步可能是他们能获得的最多的来自政府的妥协和让步了。随后，示威运动几乎结束。示威结束后各大学校正常上课。并将考试截止日期定在一周后，这让学生有时间准备考试。